# Епископ рашко-призренски Серафим
Епископ Серафим (световно име Сава Јовановић, Призрен, 29. новембар 1873 — Тирана, 13. јануара 1945) био је епископ Српске православне цркве, епископ Рашко-Призренски.

## Биографија
Рођен је 29. новембра 1873. године у Призрену, где се школовао у православнoj Богословији св. Кирила и Методија. Био је мирски свештеник, војни свештеник и суплент.
Рукоположен је за јеромонаха 16. јуна 1902. у цркви Светог Александра Невског у Скадру.
Од 1908—1912 студирао је на Московској духовној академији, дипломирао са научним степеном кандидата богословља. Те године по повратку постављен је за наставника Богословско-Учитељске школе у Призрену.
Пре избора за епископа радио је као професор на Призренској богословији.
Провео је годину дана у Прикарпатској Русији радећи на враћању унијата у православље.
Дана 23. децембра 1920. рукоположен је за епископа Злетовско-Струмичког.
29. октобра 1928. изабран је за епископа Рашко-Призренске епархије.
Умро је 13. јануара 1945. године у Тирани, где је и сахрањен.

## Одликовања
- Златна медаља за ревносну службу, додељена за рад у својству војног свештеника[4]
- Орден Светог Саве, V степена[4]
- Орден Светог Саве, III степена[4]